# Conrad Stoltz
Conrad Willem Stoltz (23 de octubre de 1973) es un deportista sudafricano que compitió en triatlón.
Ganó seis medallas en el Campeonato Africano de Triatlón entre los años 1993 y 2004. Además, obtuvo tres medallas en el Campeonato Mundial de Triatlón Campo a Través entre los años 2011 y 2013.
En Xterra triatlón consiguió cinco medallas en el Campeonato Mundial entre los años 2001 y 2012, y una medalla en el Campeonato Europeo de 2015.

## Palmarés internacional
| Campeonato Africano | Campeonato Africano         | Campeonato Africano | Campeonato Africano |
| Año                 | Lugar                       | Medalla             | Prueba              |
| ------------------- | --------------------------- | ------------------- | ------------------- |
| 1993                | Gordons Bay (Sudáfrica)     | Medalla de oro      | Individual          |
| 1998                | Swakopmund (Namibia)        | Medalla de oro      | Individual          |
| 2000                | Ciudad del Cabo (Sudáfrica) | Medalla de oro      | Individual          |
| 2001                | Port Elizabeth (Sudáfrica)  | Medalla de oro      | Individual          |
| 2003                | Swakopmund (Namibia)        | Medalla de oro      | Individual          |
| 2004                | Laanbang (Sudáfrica)        | Medalla de oro      | Individual          |

| Campeonato Mundial | Campeonato Mundial           | Campeonato Mundial | Campeonato Mundial |
| Año                | Lugar                        | Medalla            | Prueba             |
| ------------------ | ---------------------------- | ------------------ | ------------------ |
| 2011               | Guijo de Granadilla (España) | Medalla de oro     | Individual         |
| 2012               | Pelham (Estados Unidos)      | Medalla de oro     | Individual         |
| 2013               | La Haya (Países Bajos)       | Medalla de oro     | Individual         |

| Campeonato Mundial | Campeonato Mundial      | Campeonato Mundial | Campeonato Mundial |
| Año                | Lugar                   | Medalla            | Prueba             |
| ------------------ | ----------------------- | ------------------ | ------------------ |
| 2001               | Maui (Estados Unidos)   | Medalla de oro     | Individual         |
| 2002               | Maui (Estados Unidos)   | Medalla de oro     | Individual         |
| 2007               | Maui (Estados Unidos)   | Medalla de oro     | Individual         |
| 2010               | Maui (Estados Unidos)   | Medalla de oro     | Individual         |
| 2012               | Maui (Estados Unidos)   | Medalla de bronce  | Individual         |
| Campeonato Europeo |                         |                    |                    |
| Año                | Lugar                   | Medalla            | Prueba             |
| 2015               | Cranleigh (Reino Unido) | Medalla de plata   | Individual         |